# Fogadalmi templom (Mohács)
A mohácsi Magyarok Nagyasszonya templom, ismertebb nevén fogadalmi templom egy 20. századi római katolikus templom, a város főterének meghatározó épülete.

## Története
A mohácsi fogadalmi templom alapkövét 1926-ban helyezte el Zichy Gyula kalocsai érsek, a mohácsi csata 400. évfordulójának emlékére. Árkay Aladár (1868–1932) és fia, Árkay Bertalan (1901–1971) mérnöki tehetségét dicséri az ország első betonhéjazatú építménye. Az íves oldalfalak impozáns üvegablakai gótikus székesegyházakra emlékeztetnek szenteket ábrázolva, Árkay Bertalan felesége, Árkayné Sztehlo Lili (1897–1959) művészi munkái. A kupola 30 méter magas és 20 méter széles, az 1227 négyzetméter alapterületű templomban egyidejűleg 3600-an férnek el. 1940. augusztus 29-én szentelte fel Virág Ferenc pécsi megyés püspök Szűz Máriának, a Magyarok Nagyasszonyának ajánlva.

## Galéria

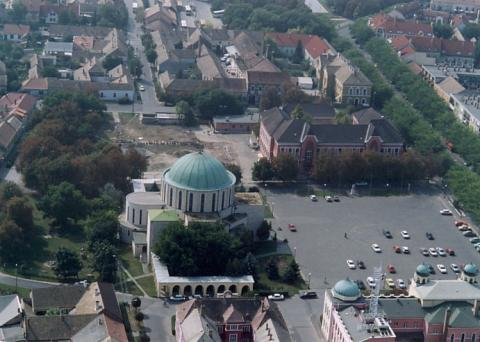
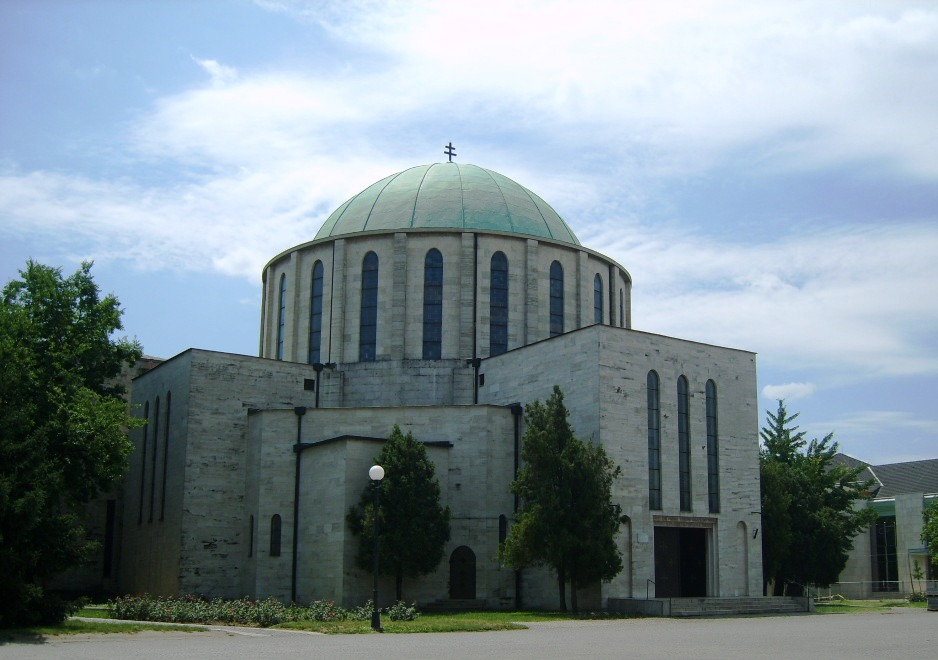
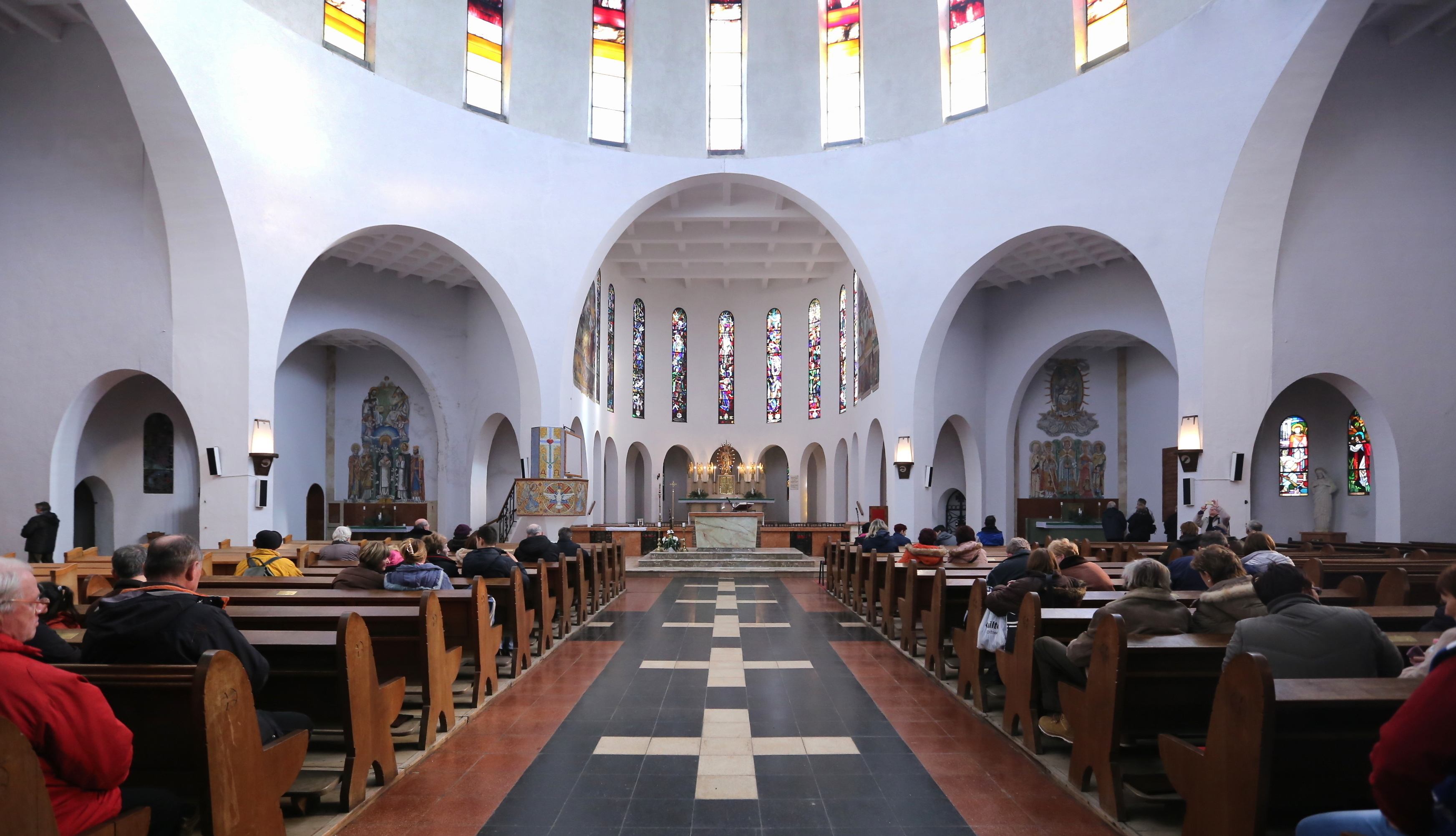
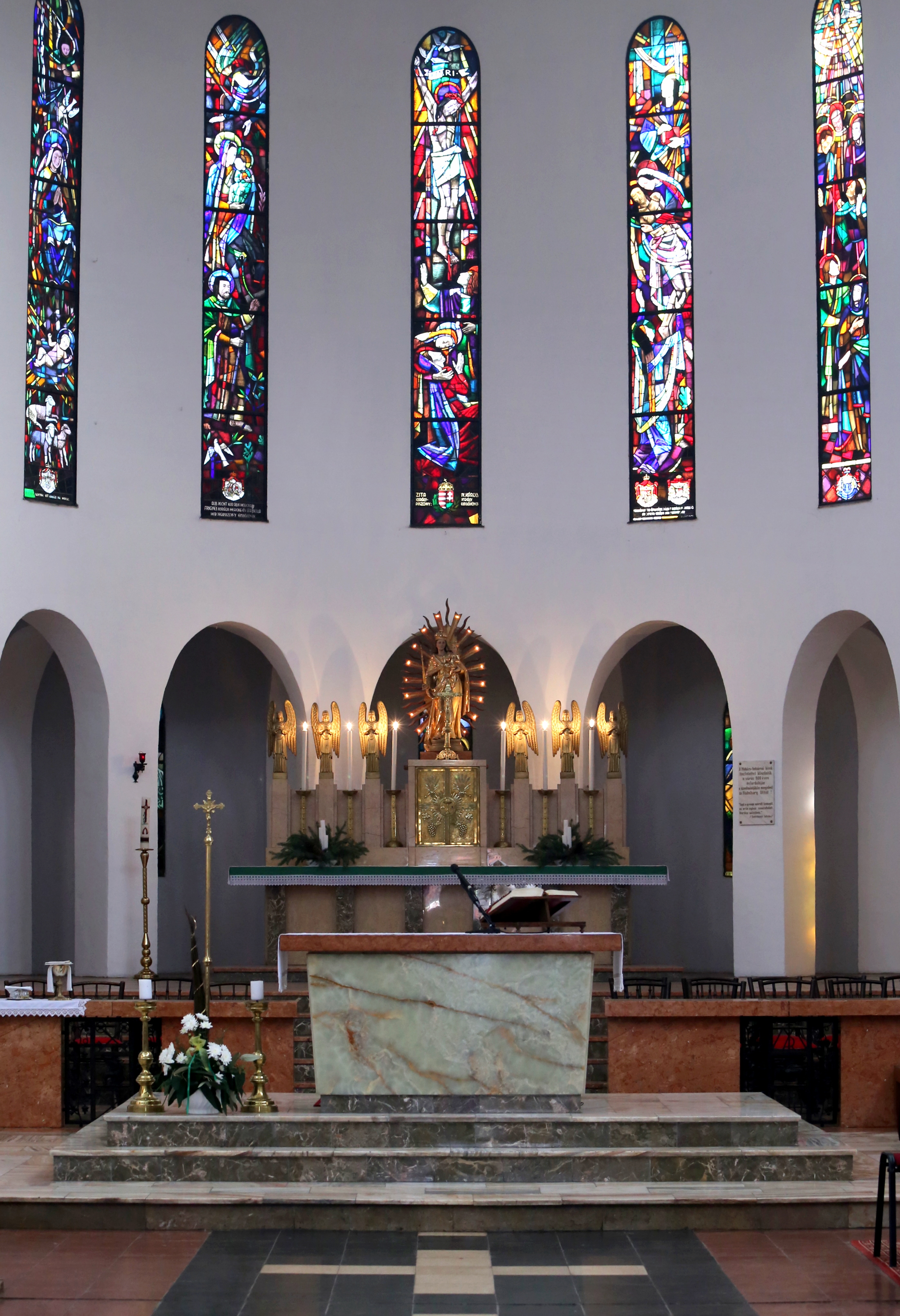
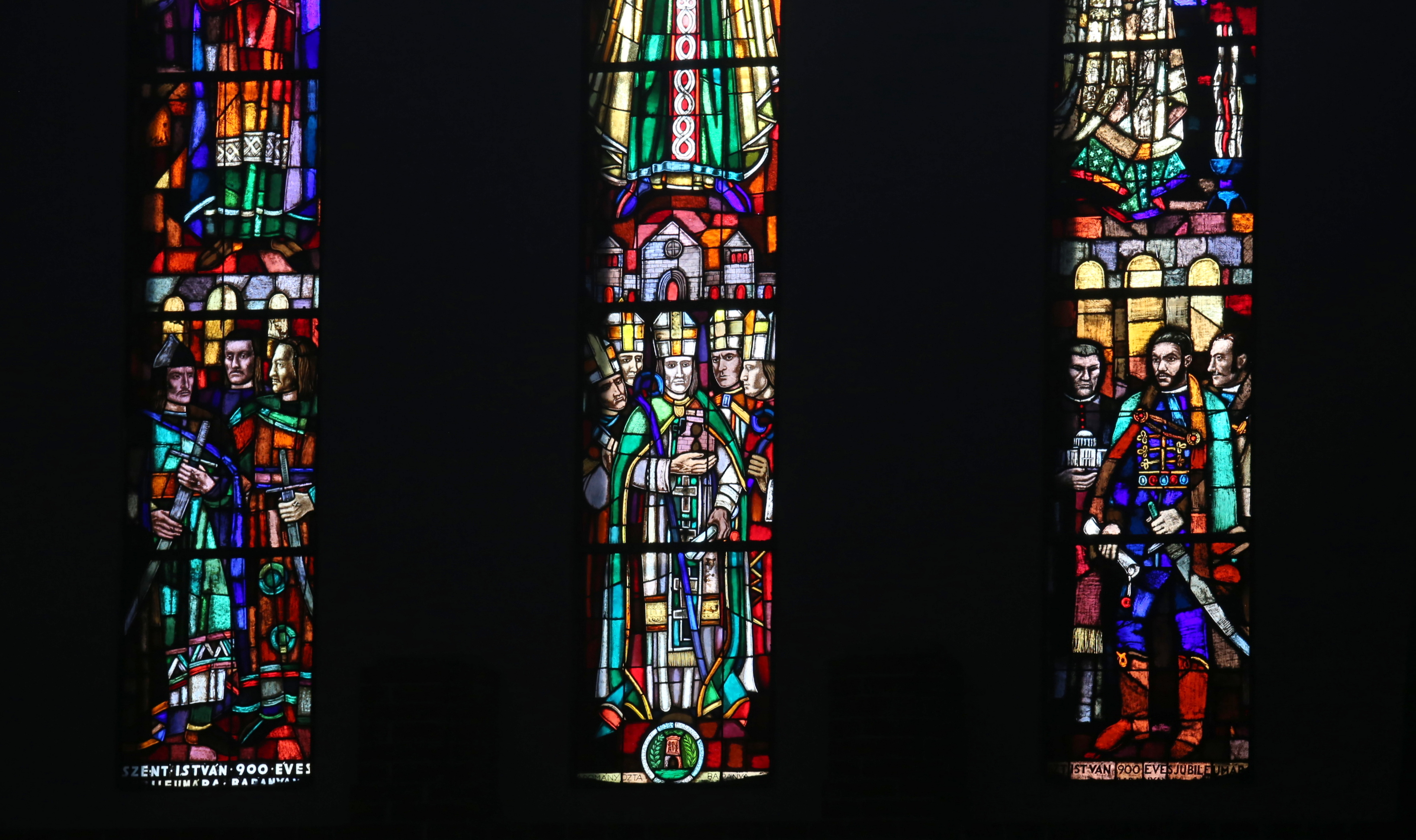
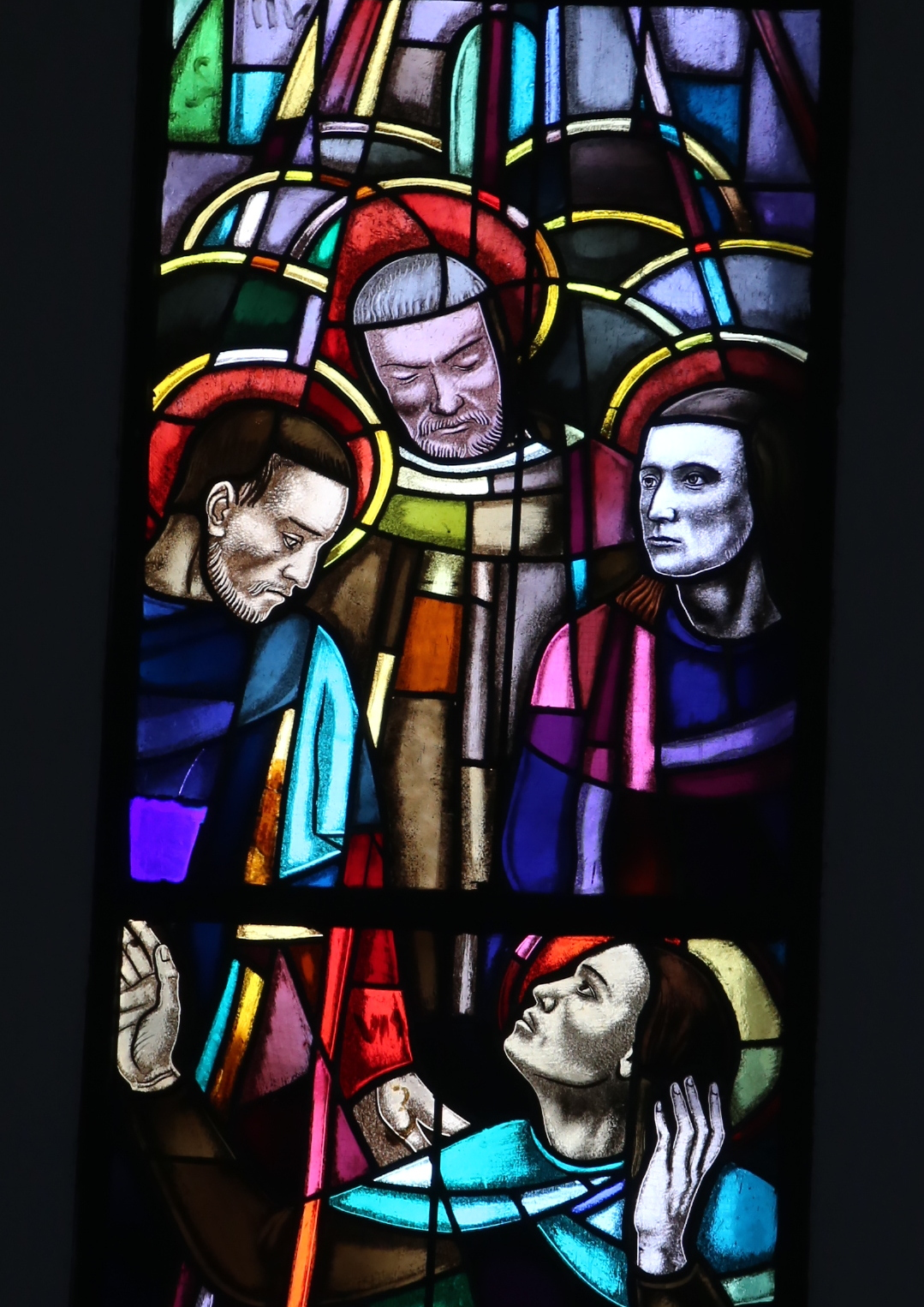
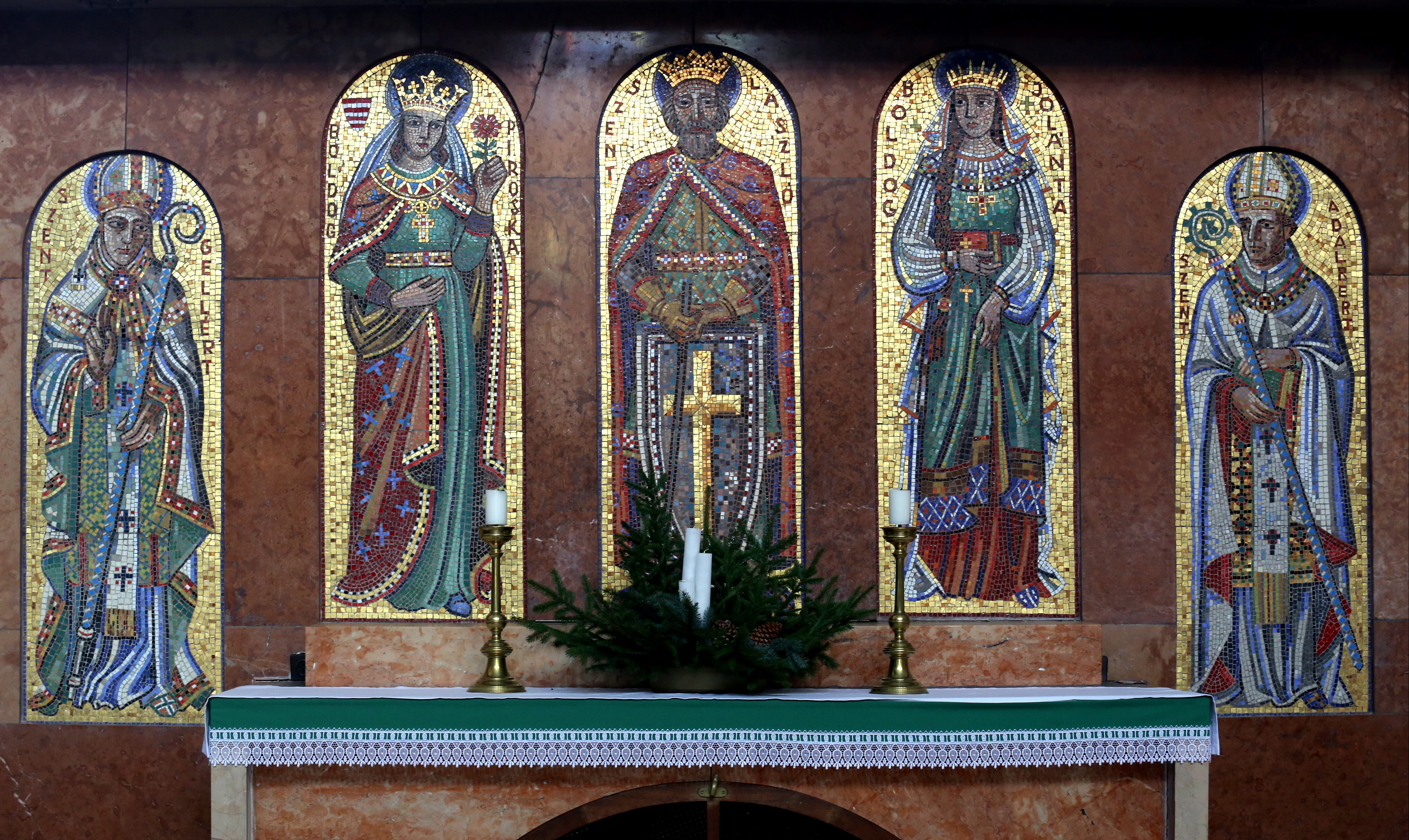
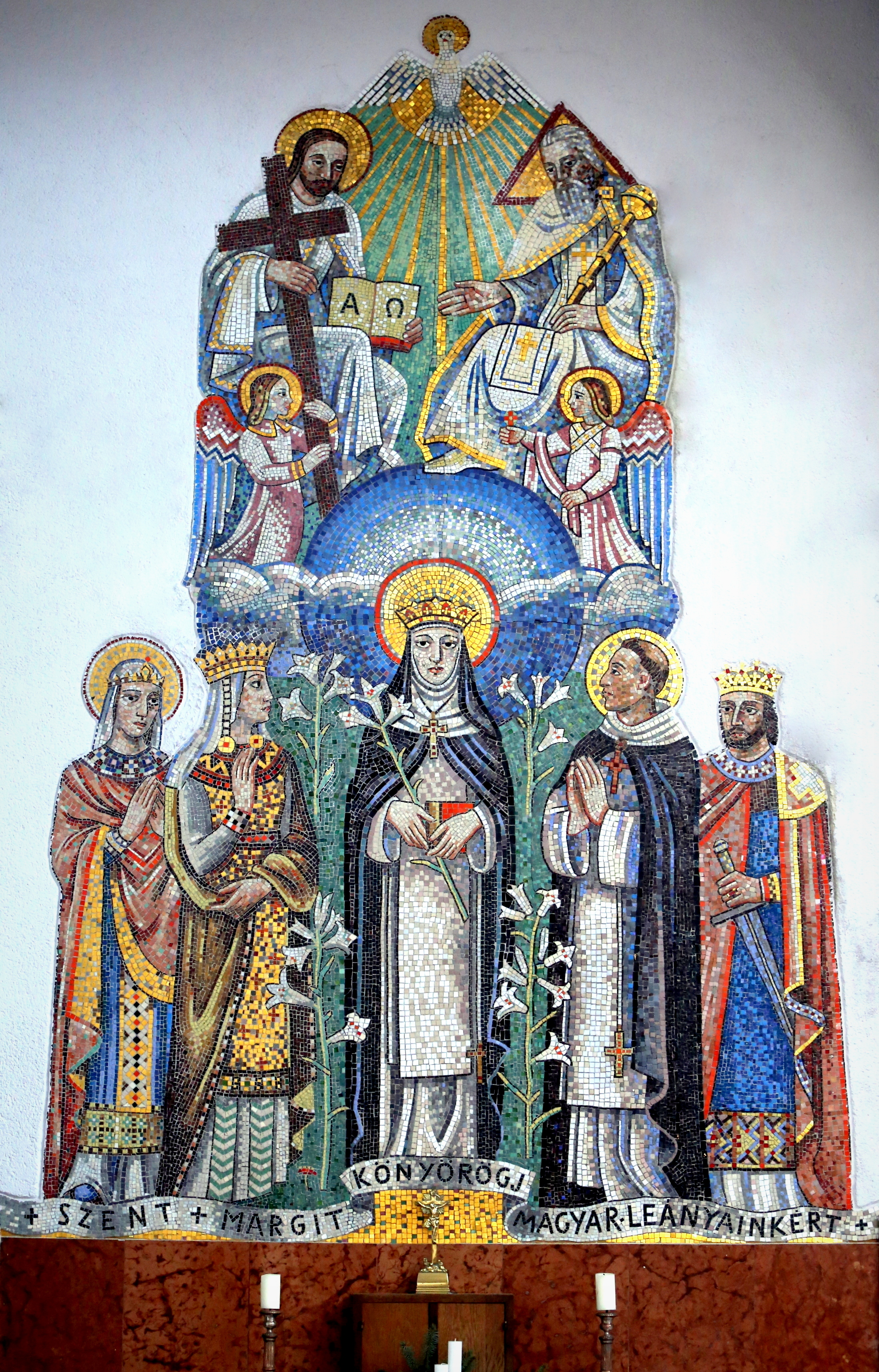
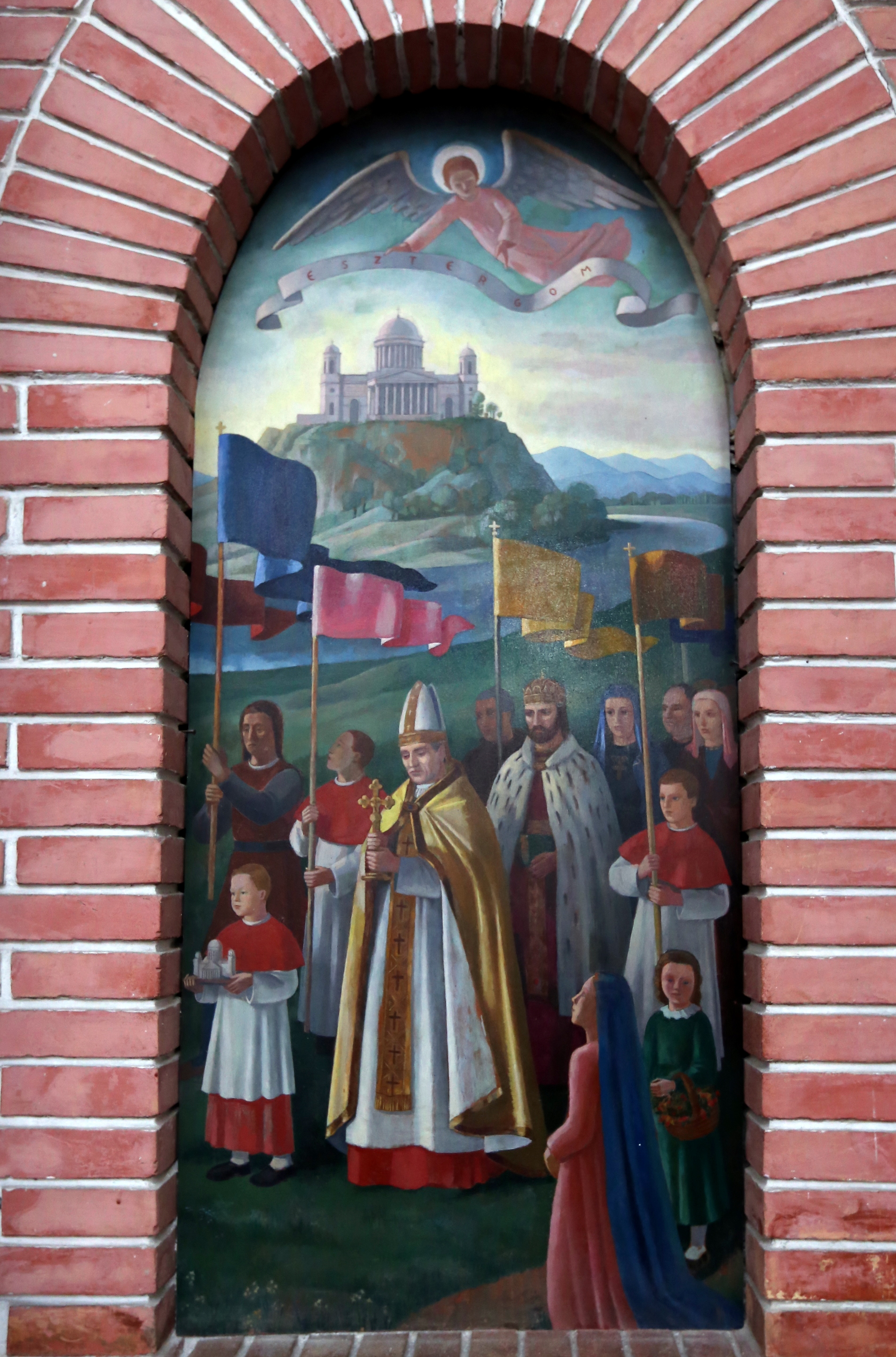